# Atitse
Il monastero di Atitse è un monastero del buddismo tibetano.

## Descrizione
Il monastero di Atitse è uno dei più antichi luoghi di culto buddisti del Ladakh, nell'India settentrionale.
Posto a mezza costa di una montagna, a sette chilometri da Lamayuru, intorno all'anno 1000 era noto come importante luogo di meditazione, e nei secoli successivi divenne meta di vari pellegrinaggi e lunghi soggiorni da parte di influenti lama tibetani; è considerato particolarmente sacro in quanto racchiude una grotta in cui meditò Nāropā, maestro indiano che diffuse in Tibet la dottrina del Mahāmudrā, intorno alla quale, verso il 1400, venne edificata l'odierna costruzione, nel rispetto di tutte le caratteristiche originarie.
Il monastero è retto da Lama Paljin, unico tulku italiano vivente, in onore del quale è stato eretto un grande Stupa su di una roccia che domina la vallata all'esterno del complesso. Egli è infatti stato riconosciuto come la reincarnazione di lama Je Paljin, detto Drebwang, ossia «Grande realizzato» in lingua tibetana, un influente maestro e meditatore legato alle scuole Kagyu e Gelug vissuto intorno al 1600 e noto per aver molto contribuito a diffondere il Buddismo tibetano in Ladakh, dimorando dapprima a Lamayuru e poi ad Atitse.
Quando ne assunse la guida, il monastero era in rovina, ma ne avviò immediatamente i lavori di restauro, rendendolo un esempio di stile architettonico himalayano.
Nel 1997, per iniziativa di Lama Paljin, fu edificato il tempio delle Mille Tārā, una sala al cui interno vennero esposte mille statue di Tārā, bodhisattva femminile il cui culto è molto sentito in Tibet.